# Пурдошанское сельское поселение
Пурдошанское се́льское поселе́ние — муниципальное образование в Темниковском районе Мордовии Российской Федерации.
Административный центр — село Пурдошки.

## История
Образовано в 2005 году в границах сельсовета.
Законом Республики Мордовия от 15 июня 2015 года, Булаевское сельское поселение и одноимённый ему сельсовет были упразднены (населённые пункты были включены в Урейское сельское поселение и одноимённый ему сельсовет).
Законом Республики Мордовия от 24 апреля 2019 года, Жегаловское сельское поселение и одноимённый ему сельсовет были упразднены (населённые пункты включены в Пурдошанское сельское поселение и одноимённый ему сельсовет).
Законом от 19 мая 2020 года, в июне 2020 года были упразднены Староковыляйское и Урейское сельские поселения и одноимённые им сельсоветы (населённые пункты включены в Пурдошанское сельское поселение и одноимённый ему сельсовет).

## Население
| 2002 | 2010 | 2012 | 2013 | 2014  | 2015 | 2016 |
| ---- | ---- | ---- | ---- | ----- | ---- | ---- |
| 1160 | ↘877 | ↘812 | ↘783 | ↘737  | ↘716 | ↘665 |
| 2017 | 2018 | 2019 | 2020 | 2021  |      |      |
| ↘649 | ↘635 | ↘604 | ↗840 | ↗1479 |      |      |

## Состав сельского поселения
| №  | Населённый пункт      | Тип населённого пункта | Население |
| -- | --------------------- | ---------------------- | --------- |
| 1  | Айсино                | деревня                | ↘0        |
| 2  | Андреевка             | деревня                | ↘8        |
| 3  | Армеевка              | деревня                | ↘26       |
| 4  | Бочино                | посёлок                | ↘23       |
| 5  | Булаево               | село                   | ↘166      |
| 6  | Буртасы               | село                   | ↘13       |
| 7  | Жегалово              | село                   | ↘349      |
| 8  | Красный               | посёлок                | ↘7        |
| 9  | Нижние Борки          | деревня                | ↘138      |
| 10 | Павловка              | деревня                | ↘12       |
| 11 | Пиевка                | деревня                | ↘18       |
| 12 | Полянки               | село                   | ↘39       |
| 13 | Поповка               | деревня                | ↘4        |
| 14 | Приютово              | деревня                | ↘10       |
| 15 | Пурдошки              | село                   | ↘850      |
| 16 | Рощино                | село                   | ↘22       |
| 17 | Старая Ямская Слобода | село                   | ↘6        |
| 18 | Старый Ковыляй        | село                   | ↘210      |
| 19 | Урей 3-й              | село                   | ↘416      |
| 20 | Чекаевка              | деревня                | ↘9        |